# Ediciones Linteo
Ediciones Linteo és una editorial que publica principalment obres literàries en llengua gallega o castellana. Fundada el 1998, va prendre el seu nom del llatí linteum («lli»); la flor d'aquesta planta forma part del seu logotip. Dirigeix l'empresa el professor i assagista Manuel Ramos Méndez (Ourense, 1950), qui ha publicat en el mateix segell diversos texts sobre El Quixot.

## Catàleg
L'obra inaugural de Ediciones Linteo va ser O fillo da florista. 34 retratos de Eduardo Blanco Amor (1998), un llibre de fotografies i testimonis preparat com a homenatge a aquesta figura clau de la literatura gallega. Després d'uns inicis orientats primer a la narrativa i després a la poesia, Linteo va ampliar horitzons progressivament; vint-i-cinc anys més tard conformaven el catàleg de l'editorial les col·leccions Linteo Poesía, Linteo Infantil y Juvenil, Font de la Cometa (llibres de bibliòfil), Lintei Libri (estudis i assaigs) i Colección Abierta (de tema gallec).
D'entre aquestes col·leccions cal posar en valor, especialment, Linteo Poesía, tant pel nombre com per la rellevància de les obres publicades, resultat dels esforços de l'editor: «una de les línies de treball que ens distingeix és la literatura de rescat: busquem textos inèdits o poc coneguts de gran qualitat i d'autors generalment de referència per posar-los a disposició dels nostres lectors», afirmava el 2016 en una entrevista. S'ha destacat que la sèrie inclou poemaris de quatre autors guardonats amb el Nobel: Salvatore Quasimodo, Camilo José Cela, Herta Müller i Juan Ramón Jiménez.

## Distincions
L'any 2006 el Ministeri de Cultura va atorgar a Linteo el segon premi al millor llibre de bibliòfil per Don Quijote de la Mancha (2005); aquesta edició commemorativa de la immortal novel·la de Cervantes consistia en una selecció de fragments acompanyats d'il·lustracions de l'artista alacantí Ramón Pérez Carrió, i formava part de la col·lecció Font de la Cometa. A aquesta mateixa col·lecció pertanyen acurades edicions de Sepulcro en Tarquinia (1999), de Antonio Colinas; Tres lecciones de tinieblas (2000), de José Ángel Valente; i Libros de amor (2008), de Juan Ramón Jiménez.